# Baienfahrt

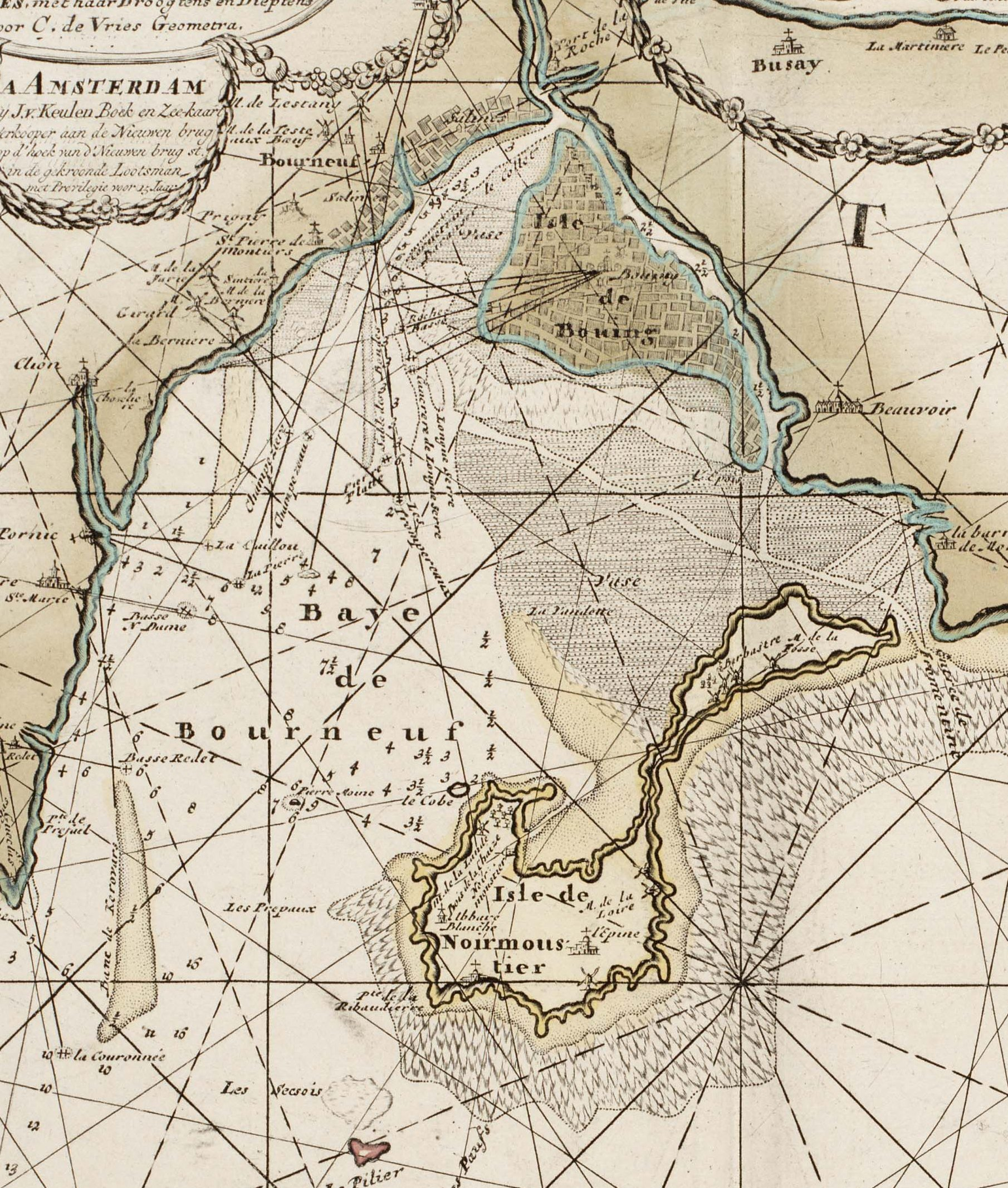
Ausschnitt aus einer niederländischen Seekarte um 1700: Die Bucht von Bourgneuf mit Tiefenangaben, Ansteuerungshinweisen und Salzgärten

Die Baie von Bourgneuf um 1695 mit Salinen und Ortschaften. Durch das Fehlen der Insel Noirmoutier ist die Bucht nur angedeutet

Die Baienfahrt ist in der Geschichte der Hanse eine der wichtigsten Unternehmungen gewesen, in der ihre Schiffe Salz von der französischen Westküste geholt haben. Dieser Handelsverkehr, dessen Anfänge auf das 13. Jahrhundert zurückgehen, war für die Potenz des hansischen Systems von entscheidender Bedeutung und ein sehr einträgliches Geschäft, für das in bestimmten Zeiten weit mehr als die Hälfte der gesamten Schiffstonnage eingesetzt worden ist. Dies gilt ganz besonders für das 15. Jahrhundert, in dem dieser hansische Salzhandel erst seinen erheblichen Aufschwung genommen hat und das nach Walther Vogel in der Schifffahrtsgeschichte als das Zeitalter der Baienfahrt zu bezeichnen ist.

## Die Baie von Bourgneuf
Der Hauptumschlagplatz war bis zum Ende des 15. Jahrhunderts eine Meeresbucht südlich der Loire: die Baie von Bourgneuf, die abgekürzt nur als die Baie dem hansischen Seefahrer und Kaufmann bekannt war und von Baienfahrt, Baienflotte oder auch Baiensalz sprechen ließ, die alle als Begriffe in hansischen Schriftstücken immer wieder auftauchen. Die Baie von Bourgneuf wird von der dem Festland vorgelagerten Insel Noirmoutier gebildet, nach der die Baie in manchen Quellen auch benannt worden ist. Die Anfänge der Salzgewinnung an der Baie gehen bis in die Zeit der Karolinger zurück. Im Laufe der Jahrhunderte waren unzählige Salinen, auch Salzteiche oder Salzwiesen genannt, angelegt worden und unter anderem Orte wie Bourgneuf oder La Barre de Monts entstanden.

## Die hansische Baienfahrt
Die Hanseschiffe auf Baienfahrt fuhren nicht leer direkt zur französischen Westküste, sondern mit Handelsgütern wie Holz oder Getreide zunächst nach Flandern oder England. Nach dem Löschen ihrer Ladung steuerten sie vereinbarte Sammelplätze, meist im niederländischen Küstengebiet, an und von dort aus, oft zusammen mit niederländischen Schiffen, im Konvoi die Baie von Bourgneuf. Später sind noch südlicher gelegene französische Hafenplätze wie zum Beispiel Brouage angelaufen worden und schließlich ist die Baienfahrt bis Portugal und Spanien (Kastilien) gegangen. Die Rückfahrt ging dann meist direkt in den Ostseeraum, oft bis weit nach Norden (Livland), um den salzarmen Osten zu versorgen. Eine Fahrt von der Baie nach Livland (auch umgekehrt) hat etwa 2 bis 3 Monate gedauert und sie wurde wegen der latenten Piraterie fast immer in großen Flottenverbänden unternommen. Bevorzugter Schiffstyp der Baienfahrt wird wohl (neben der Kogge) der für Fernfahrten gut geeignete Kraier gewesen sein. Ein weiterer Typ war die Pleyte, ein flachgehendes Lastschiff von süderseeischer Herkunft, das vor allem von den Niederländern aber auch gelegentlich von hansischen Seestädten eingesetzt worden ist.

## Ein lohnender Handel
Durch die Baienfahrt hat die Hanse ihren handelspolitischen Faktor erheblich vergrößert und zunächst in Frankreich und später auch in Portugal und Spanien sehr an Bedeutung gewonnen. Mit Spanien, für das die Baie seit alters her ein wichtiges Handelsgebiet gewesen ist, hat sie nach einem längeren Kaperkrieg, der um 1446 endete, so nach und nach auch friedliche Handelsbeziehungen angeknüpft und aus ihm wie auch Portugal große Salzmengen exportiert.
Auch in den späteren Jahrhunderten hat die Salzfahrt zur Biskaya und Iberischen Halbinsel eine große Bedeutung gehabt. In der niederländischen Handelsschifffahrt war sie neben zahlreichen anderen Zielregionen (Walfang, der Ostsee- und Levantefahrt und der Fahrt nach Ost- und Westindien) ein wesentlicher Bereich. Nahezu im gesamten 17. Jahrhundert ist fast der gesamte französische Salz- und Weinhandel in niederländischen Händen gewesen. Für die niederländischen Händler war aber vor allem Setúbal in Portugal der Hafen, um Salz zu laden.